# Saint-Genès-de-Blaye
Saint-Genès-de-Blaye ist eine französische Gemeinde mit 495 Einwohnern (Stand: 1. Januar 2022) im Département Gironde in der Region Nouvelle-Aquitaine. Sie gehört zum Arrondissement Blaye und zum Kanton L’Estuaire. Die Einwohner werden Saint-Genésois genannt.

## Geographie
Saint-Genès-de-Blaye liegt am Ästuar der Gironde (der Garonne), etwa 36 Kilometer nordnordwestlich von Bordeaux. Umgeben wird Saint-Genès-de-Blaye von den Nachbargemeinden Fours im Norden, Saint-Seurin-de-Cursac im Osten, Saint-Martin-Lacaussade im Südosten und Süden, Blaye im Süden sowie auf der anderen Seite des Ästuars Saint-Julien-Beychevelle im Westen. Zum Gemeindegebiet gehört der nördliche Teil der Flussinsel Île Bouchaud.

## Bevölkerungsentwicklung
| Jahr                       | 1962 | 1968 | 1975 | 1982 | 1990 | 1999 | 2008 | 2020 |
| Einwohner                  | 396  | 394  | 400  | 387  | 428  | 396  | 454  | 499  |
| Quellen: Cassini und INSEE |      |      |      |      |      |      |      |      |

## Sehenswürdigkeiten
- Schloss Segonzac
- Schloss Pérenne, heute Weingut
- Kirche Saint-Genès

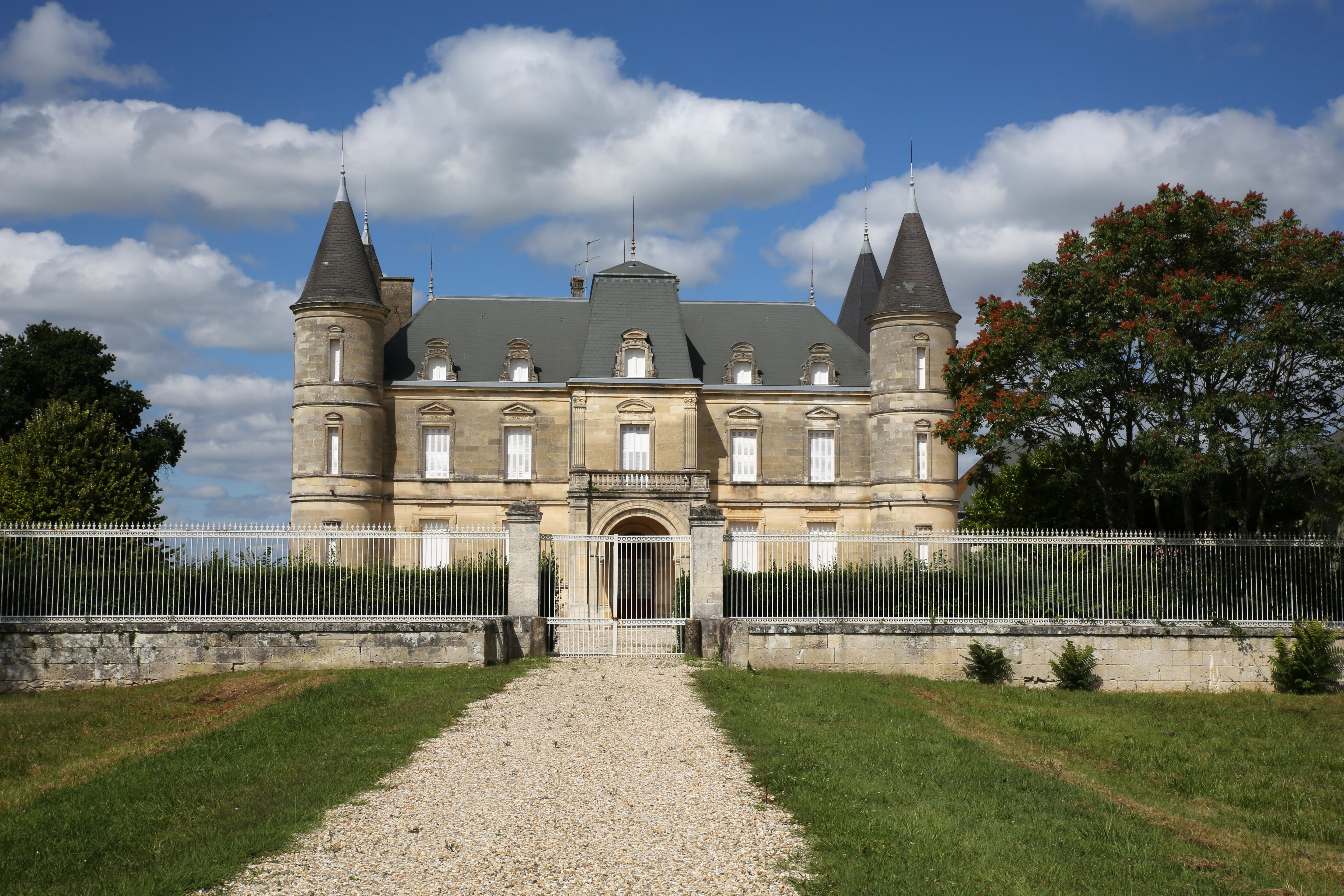
Schloss Pérenne
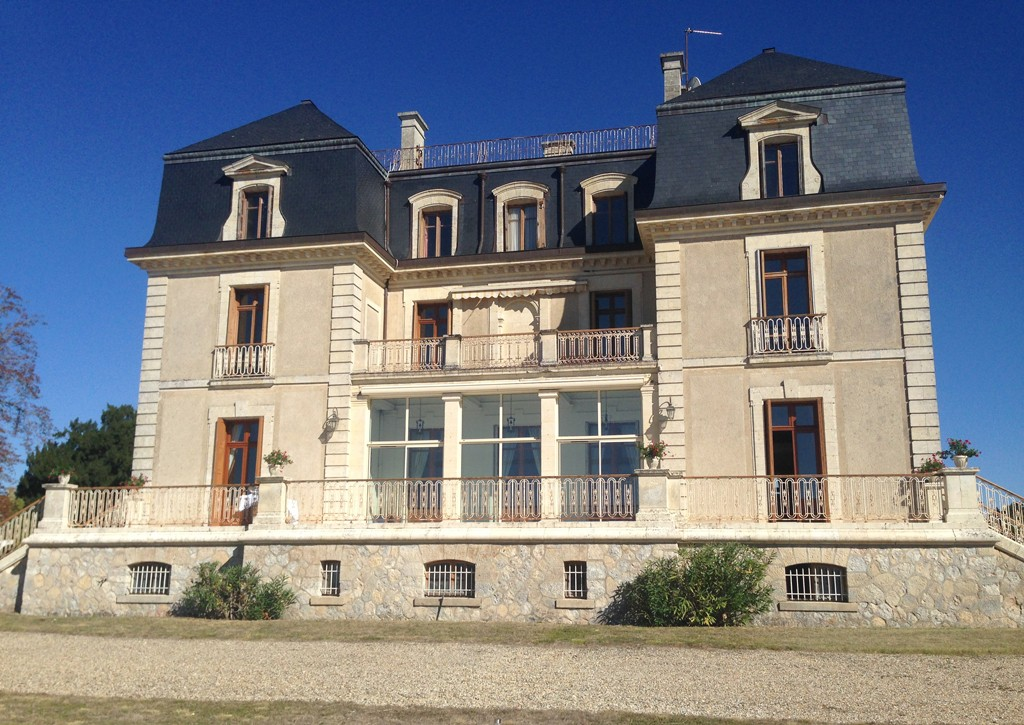
Schloss Segonzac
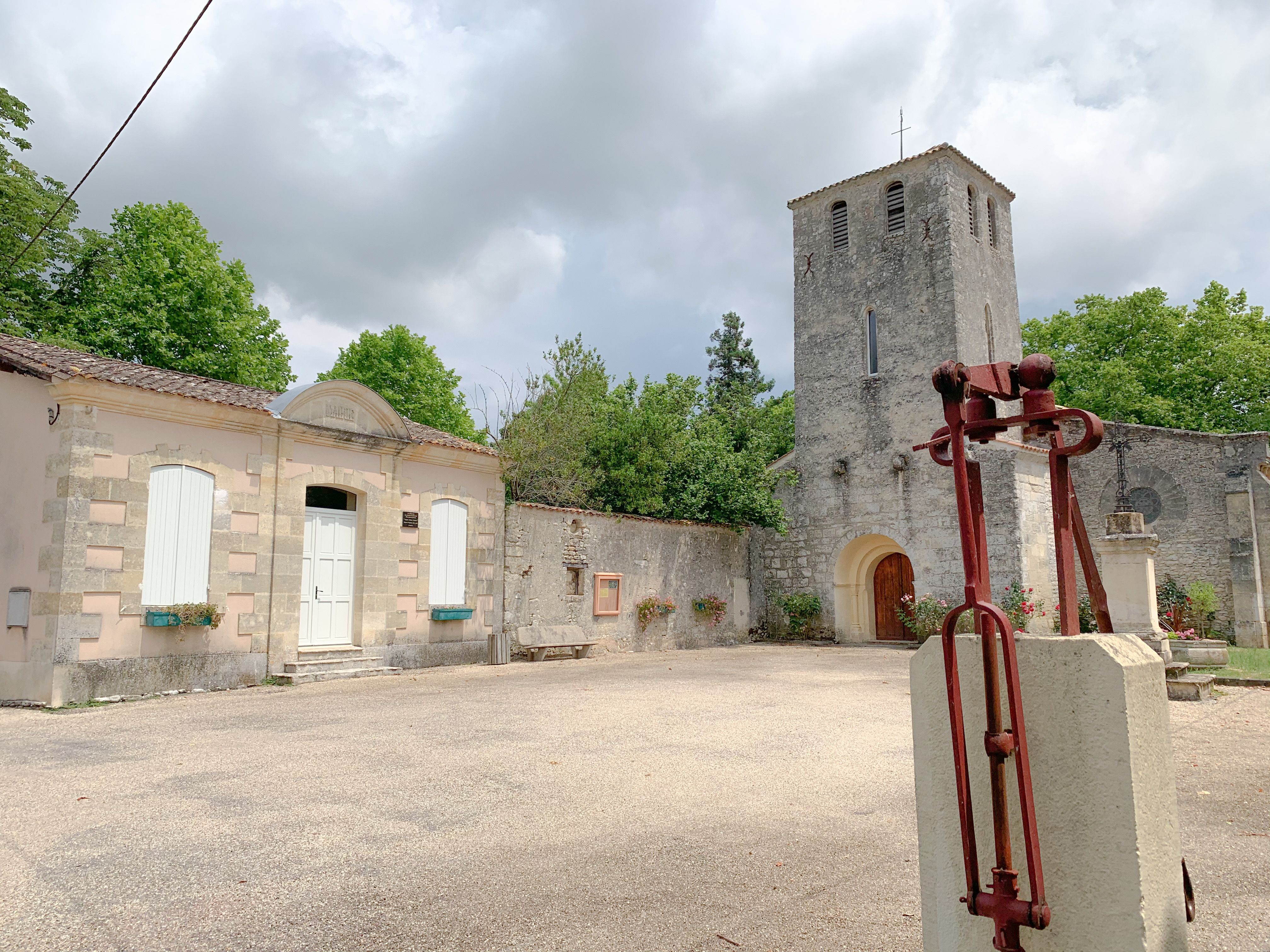
Kirche Saint-Genès